# Nosówko
Nosówko [pronunciación en polaco: /nɔˈsufkɔ/] (Alemán: Nassow Bahnhof) es un pueblo ubicado en el distrito administrativo de Gmina Białogard, dentro del Condado de Białogard, Voivodato de Pomerania Occidental, en el norte de Polonia occidental. Se encuentra aproximadamente a 12 kilómetros al noreste de Białogard y a 123 kilómetros al noreste de la capital regional Szczecin.
Antes de 1945, el área fue parte de Alemania. Para la historia de la región, véase Historia de Pomerania.